# Regener See
Der Regener See ist ein Stausee im Nordosten von Regen im Landkreis Regen. 
Der Fluss Schwarzer Regen wurde hier direkt neben der Bundesstraße 11 sowohl für den Hochwasserschutz als auch zur Stromgewinnung aufgestaut und das Wasserkraftwerk von der OBAG 1955 in Betrieb genommen. Der See ist bis 7 Meter tief, im Bereich des Wehres 3 bis 4 Meter. Bald entwickelte er sich zu einem Sport- und Naherholungsgebiet. Am 14. und 15. Januar 1961 fanden auf dem Stausee die 11. Europameisterschaften im Eisstockschießen statt, es folgten weitere große Turniere.
In dem als FFH-Fläche ausgewiesenen Feuchtbiotop um den See kommen unter anderem Biber vor. Der See wurde ein wichtiges Fischereigewässer, das Barbe, Äsche, Huchen, Hecht, Zander, Bachforelle, Karpfen und Schleie beherbergt.
1981 kam das E-Werk in Privatbesitz. Durch Anschwemmungen aus dem Oberlauf verschlammte der See im Laufe der Jahre immer stärker. Am 3. August 2007 senkten sich an der Wehranlage aufgrund eines Defekts zwei Schürzen, was zum fast vollständigen Auslaufen des Wassers führte und zugleich beträchtliche Schlammmengen in den Unterlauf beförderte. Der Fischbestand im See und das Vorkommen der Flussperlmuschel in der einmündenden Rinchnacher Ohe wurden erheblich beeinträchtigt. Inzwischen befindet sich der See äußerlich wieder in seinem früheren Zustand, auch die Fischbestände wurden 2008 durch eine Neubesetzung erhöht.